# The Man with the Child in His Eyes
The Man with the Child in His Eyes è il secondo singolo della cantante britannica Kate Bush contenuto nell'album di debutto del 1978 The Kick Inside. La versione del singolo contiene un'introduzione con le parole "He's here, he's here" sospirate dalla Bush, omesse dalla versione sull'album e anche dalla versione inclusa nella raccolta di singoli The Whole Story (1986).

## Il disco
Il brano fu registrato nel 1975, assieme ad altri due brani The sexophone Song e Humming, tre anni prima dell'uscita del singolo e dell'album, negli Air Studios di Londra, sotto la supervisione di David Gilmour dei Pink Floyd, quando la cantante aveva solo 16 anni. Gilmour viene accreditato come "executive producer" del disco.
Il lato B è Moving brano di apertura dell'album The Kick Inside.

## Il testo
Il soggetto della canzone sarebbe il presentatore britannico Steve Blacknell, con il quale la cantante aveva una relazione amorosa.

## Classifiche
| Classifiche (1978) | Posizione massima |
| ------------------ | ----------------- |
| Australia          | 22                |
| Irlanda            | 3                 |
| Nuova Zelanda      | 36                |
| Paesi Bassi        | 23                |
| Regno Unito        | 6                 |
| Stati Uniti        | 85                |